# Lex Scantinia
Lex Scantinia es una antigua ley romana que fue promulgada en el 149 a. C. durante la República romana. Debe su nombre al edil Scantinius Capitolinus que vivió hacia el 225 a. C. Esta ley regulaba el comportamiento sexual, incluía la pederastía, el adulterio y la práctica pasiva de la homosexualidad, llegando a estipular la pena de muerte para los varones libres que asumieran este papel en las prácticas homosexuales.
Aunque existen quienes alegan que ya antes de la Lex Scantinia existían este tipo de leyes en Roma, se han perdido las pruebas directas de la existencia de dichas leyes.
Todas las leyes romanas que regulaban el comportamiento sexual, incluida la Lex Scantinia, sólo eran aplicables a los ciudadanos nacidos libres. Los esclavos eran considerados res, o cosas, y podían ser utilizados libremente para cualquier actividad aunque fuera ilegal, incluso, las relaciones sexuales tanto heterosexuales como homosexuales podían no ser practicadas para obtener placer sexual sino que se consideraba que podían ser aplicadas como castigo hacia esclavos que habían hecho algo malo, equivalente a un castigo corporal como los azotes.

## Promulgación y nombre de la ley
Existe alguna confusión en la literatura sobre su nombre, porque se creía que la Lex Scantinia alude a un edil llamado Scantinius Capitolinus quien fuera sentenciado por el año 225 a. C. por cargos por contactos sexuales con el muchacho Marcus Claudius Marcellus. Scantinius habría sido acusado por el padre de Marcellus. Sin embargo, la ley fue propuesta más tarde, en el 149 a. C. y probablemente su nombre se referiría a un tribuno también llamado Scantinius.
Algunos historiadores modernos suponen que estos dos hombres fueron el mismo y que la Lex Scantinia fue aprobada con anterioridad al 225 a. C. para que Scantinius Capitolinus pudiera haber sido sentenciado, ya que también suponen que no habrían existido otras leyes similares en Roma antes de la Lex Scantinia. Sin embargo, las fuentes antiguas contradicen estas dos suposiciones, aunque ciertamente era inusual en la práctica legislativa romana que se nombrara una ley por alguien distinto al ponente o al legislador.

## Historia y legado
No se conocen los términos exactos de la ley, pero parece que legislaba contra ciertas formas de contacto sexual, como el abuso de menores y muy probablemente contra aquellos casos en los que un ciudadano ejercía un papel pasivo en la práctica del sexo anal. Por lo que en realidad no prohibía todas las prácticas homosexuales, no haciendo ninguna restricción legal al uso sexual de los esclavos varones por parte de su dueño, ni aquellos casos en los que el hombre libre ejerciera el papel activo. La ley castigaba al culpable desde con una multa hasta con la pena de muerte.
En el 50 a. C., siendo pretor, Marco Livio Druso Claudiano presidió un tribunal que trató un caso que violaba la Lex Scantinia. Esto confirma que la Lex Scantinia todavía estaba vigente un siglo después de haber sido promulgada.
En el 17 a. C. la Lex Scantinia fue sustituida por la Lex Iulia de adulteris coercendis promulgada por el emperador Augusto que prohibió el adulterio en todas sus formas. Una modificación posterior durante el siglo III de Julius Paulus de la Lex Iulia incluyó la Sententiae que reintroduce y endurece el castigo con la pena de muerte para el comportamiento homosexual. La Sententiae fue lo suficientemente relevante como para que fuera considerada una parte integral y genuina de la Lex Iulia a partir de su promulgación o por lo menos desde el reinado del emperador Justiniano I que fue elogiado por su influencia en las buenas costumbres romanas por perseguir las actividades homosexuales.
De esta forma la Lex Scantinia no es solo la primera ley romana documentada que regulaba el comportamiento sexual sino también la primera de una línea ininterrumpida de regulaciones legales romanas sobre comportamiento sexual que se continuaría con la Lex Iulia y la Sententiae hasta la legislación de Justiniano I.